# Флора (картина)
«Флора» или «Портрет Хендрикье Стоффелс в образе Флоры» — картина Рембрандта, написанная около 1654 года. В настоящее время картина находится в собрании Метрополитен-музея в Нью-Йорке, куда была передана в 1926 году по завещанию американского промышленного деятеля Коллиса Поттера Хантингтона его сыном спустя 26 лет после смерти владельца картины.
Натурщицей для картины, вероятно, была Хендрикье Стоффелс — модель и сожительница Рембрандта. Ранее художник создал несколько изображений древнеримской богини цветов, расцвета, весны и полевых плодов Флоры, где её образ олицетворяла супруга художника Саския ван Эйленбюрх (1612—1642). Героиня, одетая в широкую белую рубашку, жёлтую юбку и шляпу, украшенную ветвями вишни, держит в подоле лепестки цветов, которые рассыпает правой рукой. Поздняя «Флора» Рембрандта была написана около 1654 года, спустя 12 лет после смерти супруги, но черты лица героини напоминают Саскию. Фигура изображённой на картине женщины является типажом, который восходит к более ранним работам художника.

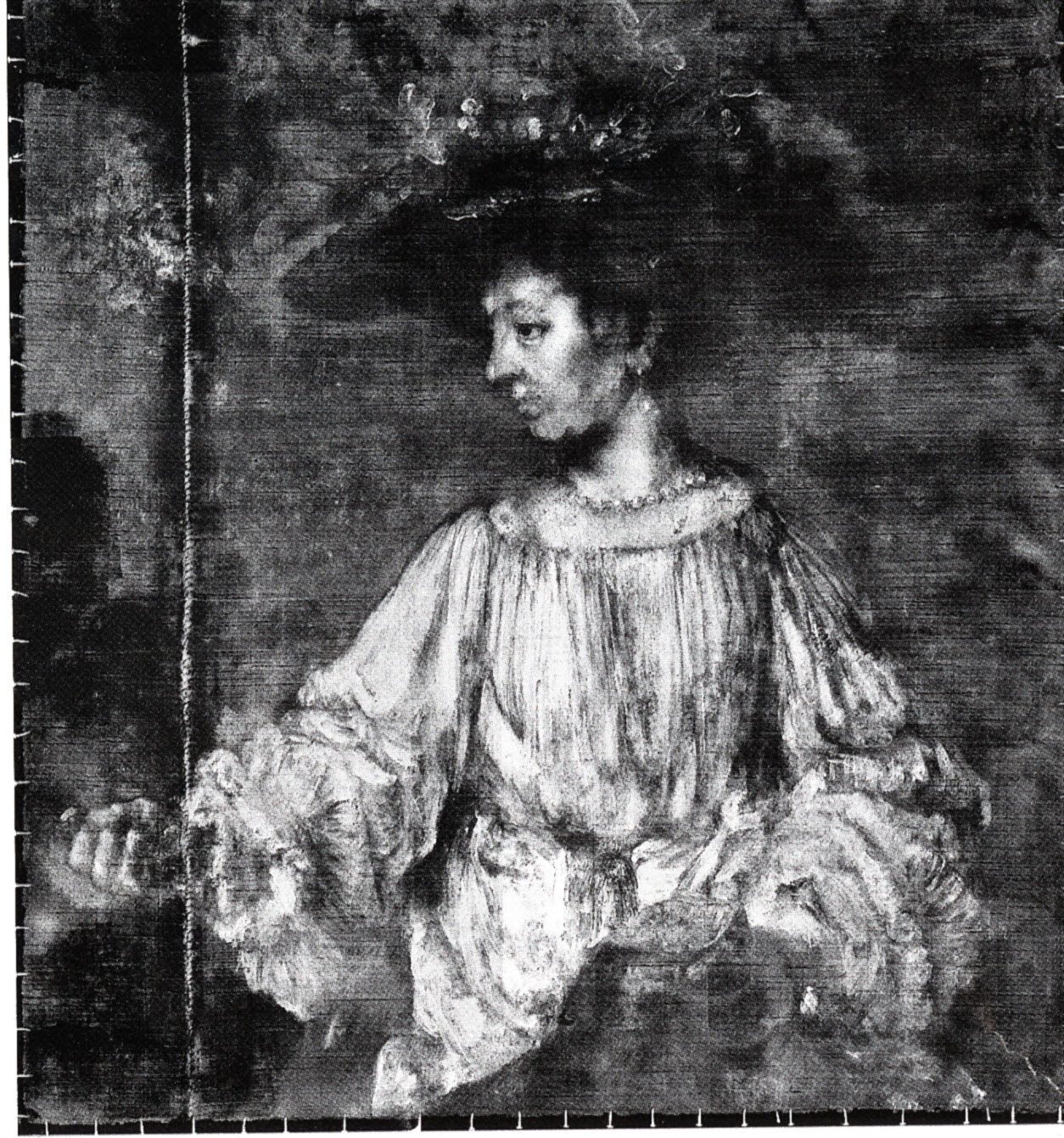
Рентгенограмма картины

В отличие от многих фламандских живописцев, Рембрандт никогда не ездил в Италию, тем не менее работы итальянских мастеров оказали на него значительное влияние. В этом изображении богини весны Флоры, в частности, отразилось влияние венецианского мастера XVI века Тициана. Тем не менее мрачная палитра и резкие мазки безошибочно передают манеру Рембрандта. Образ Флоры и тесно связанная с ним тема аркадских пастухов были популярны в 1630-х годах; работу 1654 года можно описать как более зрелое повторение образа, который привлёк Рембрандта во времена его женитьбы на Саскии ван Эйленбюрх, когда ему было чуть более двадцати лет («Саския в образе Флоры»). Наследие венецианского искусства на этой картине отражено, как и отношение художника к воображаемой фигуре богини, с точки зрения реальности: образ мифологической женщины написан с чувственной и эмоциональной непосредственностью, передачей субъективного опыта художника. В отличие от других изображений Флоры Рембрандта, на этой картине вместо роз появляется гвоздика. Как и другие цветы, гвоздика могла быть символом Флоры, но при этом у неё есть дополнительная символика — в искусстве и литературе она являлась символом любви и брака. Также в этом образе Флоры отражается и ренессансная традиция изображения богини «в мантии весны», разбрасывающей цветы из складок платья.
Картина со временем сильно пострадала от истирания, особенно сильно это видно в следах на бюсте и рукаве героини. Слой краски на фоне остался довольно тонкий; перекраска фона, о которой писал искусствовед Боде в 1901 году, была удалена в 1970-х годах. Изображение стены (предположительно созданное изначально с различными текстурами и световыми эффектами), в настоящее время стало очень смутным и тёмным. Объёмные рукава рубашки со временем потеряли воздушность и большую часть краски. Исследование картины при помощи рентгена может дать представление об объёмах и плавных формах, которыми первоначально обладали рубашка, юбка и фартук, а также об эффекте пространства, который создавали руки натурщицы, вытянутые в сторону и по направлению к зрителю.